# One Nite Alone... (album)
One Nite Alone... is een muziekalbum van de Amerikaanse popartiest Prince en werd uitgebracht in 2002. Het album was alleen verkrijgbaar via de NPG Music Club, zijn officiële website.

## Algemeen
Het semi-akoestische en volledig door Prince verzorgde album wordt gekenmerkt door nummers met vrijwel alleen piano en zang. Het album heeft een cover van de Joni Mitchell-klassieker A Case of You waar hij het eerste couplet niet van speelt. Het nummer Avalanche is een controversieel nummer, omdat hij hierin Abraham Lincoln als een racist bestempelt, omdat hij persoonlijk nooit voorstander zou zijn geweest voor meer vrijheden voor de zwarten. Dit nummer en tevens het titelnummer zijn ook te horen op het live-album One Nite Alone... Live!.
Omdat het album exclusief via de NPG Music Club te koop was, kennen veel fans One Nite Alone... alleen via filesharing en originele kopieën zijn ook veel waard.

## Nummers
| 01. | One Nite Alone...     | 3:38 |
| 02. | U're Gonna C Me       | 5:17 |
| 03. | Here On Earth         | 3:23 |
| 04. | A Case of U           | 3:30 |
| 05. | Have a Heart          | 2:05 |
| 06. | Objects In the Mirror | 3:27 |
| 07. | Avalanche             | 4:25 |
| 08. | Pearls B4 the Swine   | 3:01 |
| 09. | Young & Beautiful     | 2:45 |
| 10. | Arboretum             | 2:19 |
|     | (stilte)              | 1:07 |